# Rochester Lancers
Rochester Lancers, é uma agremiação esportiva da cidade de Rochester, Nova Iorque.  Atualmente disputa a National Premier Soccer League.

## História

### Rochester Lancers (1967–80)
A equipe original disputou a North American Soccer League entre os anos de 1970 e 1980. Seu maior resultado foi o título da NASL em 1970.

### Rochester Lancers (2011–15)
O clube retornou como clube fênix em 2011 para a disputa da Major Indoor Soccer League. O clube disputou a competição entre 2011 e 2015.

### Rochester Lancers (2017–Atual)
Anteriormente contecido como Rochester River Dogz FC, o atual Rochester Lancers estreiou na NPSL em 2016 ainda com o nome antigo. em abril de 2017 foi anunciado que o time passaria a adotar o nome de Rochester Lancers em homenagem ao antigo. O atual é um clube fênix no anterior.

## Títulos
Campeão Invicto
| NACIONAIS      | NACIONAIS                    | NACIONAIS | NACIONAIS  |
|                | Competição                   | Títulos   | Temporadas |
| -------------- | ---------------------------- | --------- | ---------- |
| Estados Unidos | North American Soccer League | 1         | 1970       |